# Kanasaaret (ö i Kajanaland)
Kanasaaret är en ö i Finland. Den ligger i sjön Jonkeri och i kommunen Kuhmo i den ekonomiska regionen  Kehys-Kainuu  och landskapet Kajanaland, i den centrala delen av landet, 500 km nordost om huvudstaden Helsingfors. Öns area är 2,3 hektar och dess största längd är 400 meter i sydöst-nordvästlig riktning.  Notera att namnet antyder att det är fråga om flera öar.